# La Yesa
La Yesa (valencianisch La Iessa) ist eine Gemeinde (municipio) mit 235 Einwohnern (Stand: 2024) in der spanischen Provinz Valencia. Sie befindet sich in der Comarca Los Serranos. Die Ortschaft La Cuevarruz gehört teilweise zur Gemeinde (der übrige Teil gehört zur Nachbargemeinde Alpuente). 

## Geografie
La Yesa liegt etwa 75 Kilometer nordwestlich vom Stadtzentrum Valencias in einer Höhe von ca. 1040 m. Im Gemeindegebiet befindet sich der Waldflugplatz Aerodromo forestal de la Yesa.

## Demografie
| 1900 | 1910 | 1920 | 1930 | 1940 | 1950 | 1960 | 1970 | 1981 | 1991 | 2001 | 2011 | 2021 |
| ---- | ---- | ---- | ---- | ---- | ---- | ---- | ---- | ---- | ---- | ---- | ---- | ---- |
| 948  | 970  | 970  | 868  | 875  | 806  | 815  | 645  | 364  | 306  | 252  | 254  | 230  |

## Sehenswürdigkeiten
- Kirche Mariä Engeln (Iglesia de Nuestra Señora de los Ángeles)
- Johannes-der-Täufer-Kapelle
- Rochuskapelle
- Rathaus

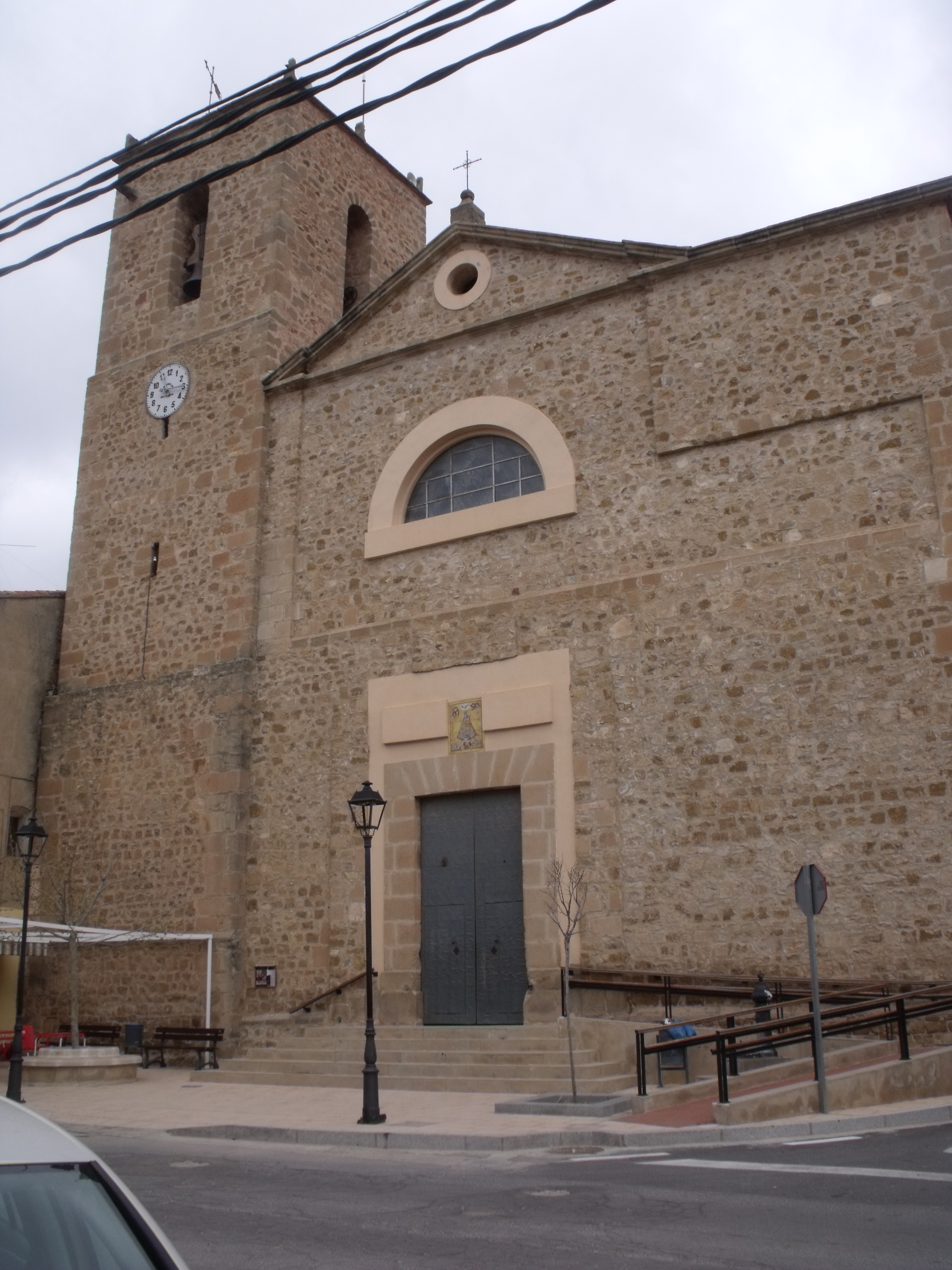
Kirche Mariä Engeln
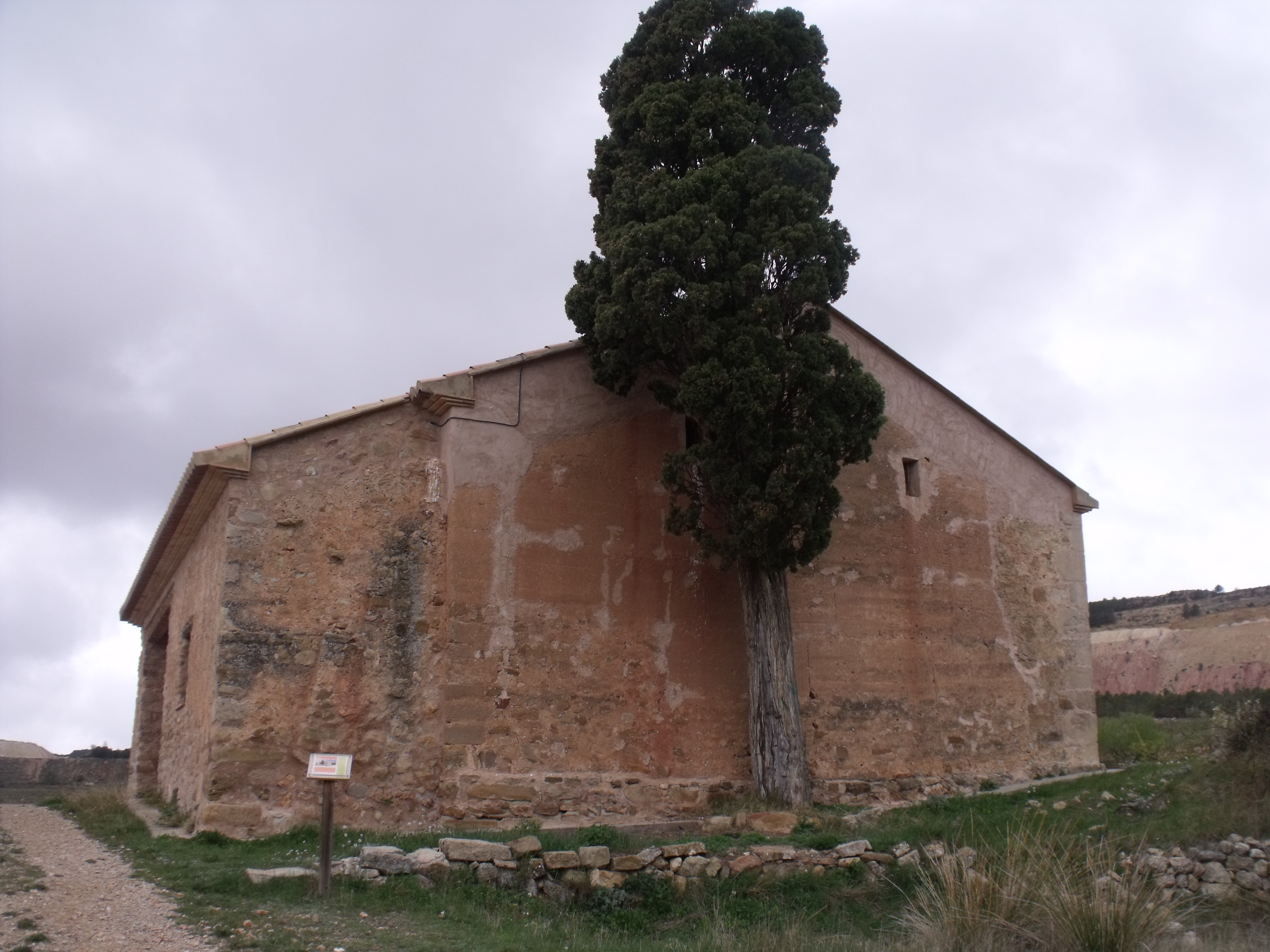
Johannes-der-Täufer-Kapelle
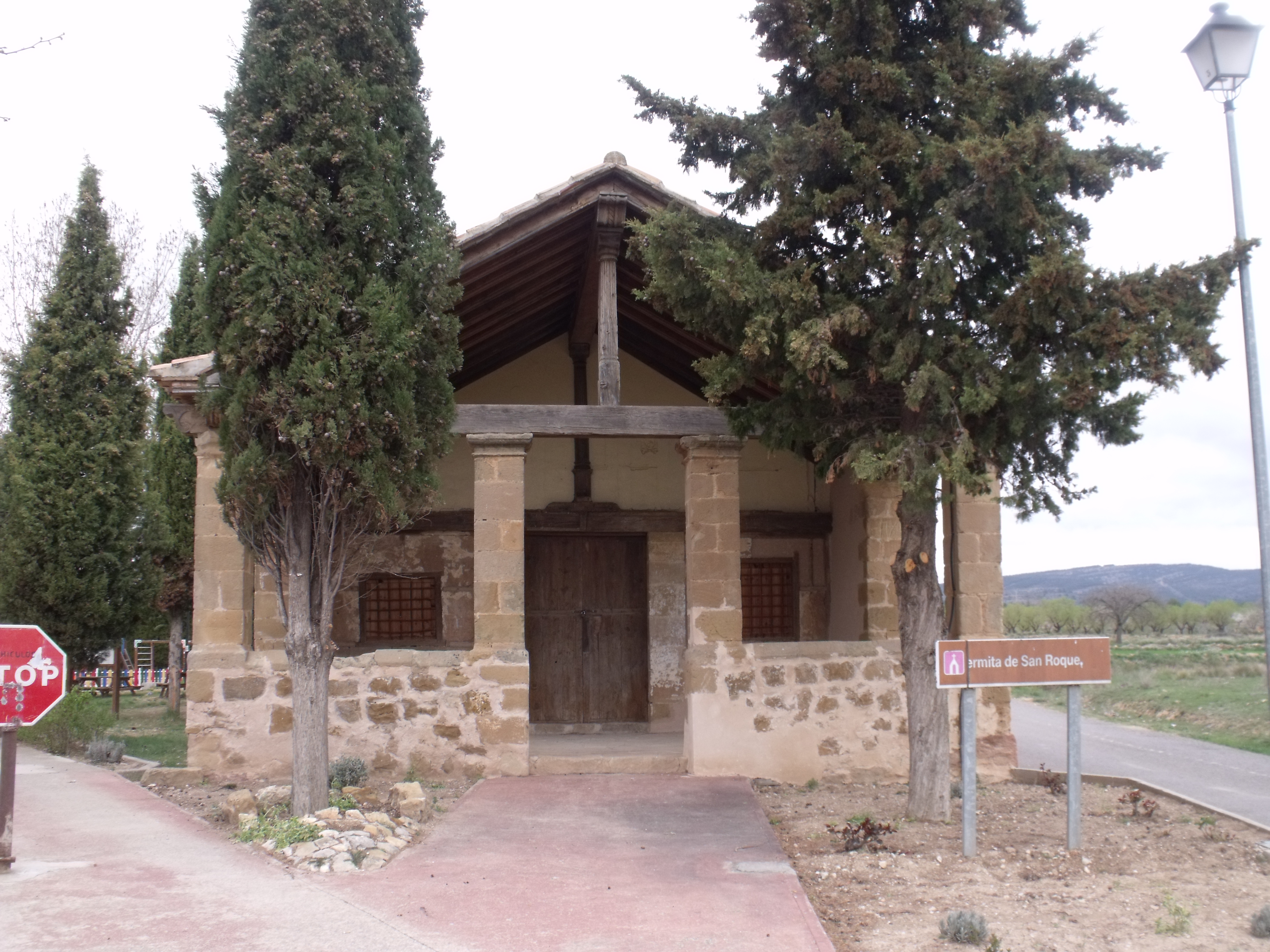
Rochuskapelle
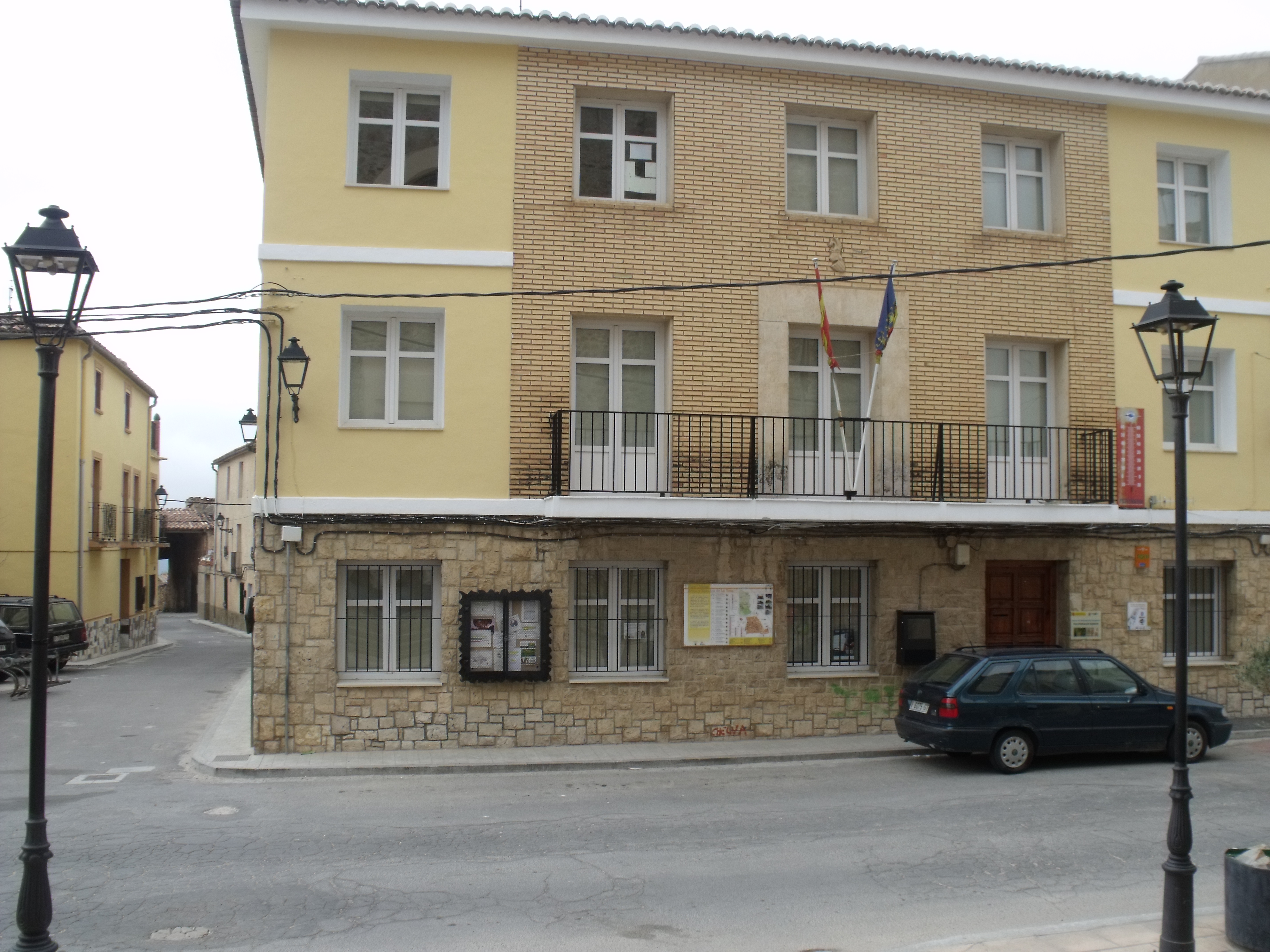
Rathaus